# صوفي لوفيفر
صوفي لوفيفر (بالفرنسية: Sophie Lefèvre)‏ مواليد 23 فبراير 1981، هي لاعبة كرة مضرب فرنسية سابقة بدأت مسيرتها كمحترفة سنة 1998 وكانت تلعب باليد اليمنى، اعتزلت اللعب في 2013. أعلى تصنيف لها في الفردي كان المركز الـ 216 في سنة 2003. أعلى تصنيف لها في الزوجي كان المركز الـ 76 في سنة 2011.

## النهائيات

### الفردي (0–1)
| الحصيلة | الرقم | التاريخ       | الدورة         | الأرضية | المنافس        | النتيجة  |
| ------- | ----- | ------------- | -------------- | ------- | -------------- | -------- |
| الوصافة | 1.    | 20 يناير 2003 | غرونوبل، فرنسا | سجاد    | كارولينا سبريم | 5–7, 5–7 |

## روابط خارجية
- صوفي لوفيفر على موقع رابطة محترفات التنس (الإنجليزية)
- صوفي لوفيفر على موقع الاتحاد الدولي لكرة المضرب (الإنجليزية)
- صوفي لوفيفر على موقع خلاصة التنس.كوم (الإنجليزية)